# Tomoderus italicus
Tomoderus italicus là một loài bọ cánh cứng trong họ Anthicidae. Loài này được De Marseul miêu tả khoa học năm 1879.